# Henry Lunn
Sir Henry Simpson Lunn (Horncastle, 30 luglio 1859 – St John's Wood, 18 marzo 1939) è stato un religioso e filantropo inglese, fondatore di Lunn Poly, una delle più grandi compagnie di viaggio del Regno Unito.

## Biografia
Lunn nacque a Horncastle, Lincolnshire, figlio maggiore del fruttivendolo Henry Lunn e Susanna, figlia di Simpson Green. I suoi genitori erano entrambi devoti metodisti wesleyani e il loro figlio crebbe in quella tradizione. Guadagnò un posto alla Horncastle Grammar School. Come formazione Frequentò l'Headingley College, Leeds, per diventare un ministro della chiesa e fu ordinato sacerdote nel 1886. Si formò anche come medico al Trinity College, Dublino. Il suo matrimonio con Mary Ethel Moore, figlia di un canonico, produsse quattro figli: il pioniere dello sci alpino Arnold Lunn, gli scrittori Hugh Kingsmill Lunn e Brian Lunn e una figlia che morì prima di lui.
Dopo un anno di servizio missionario in India, fu costretto a tornare nel 1888 nel Lincolnshire dopo aver contratto una malattia. Le sue critiche alle condizioni dei missionari metodisti in India lo portarono a entrare in conflitto con i suoi colleghi ministri e cercò di esplorare orizzonti più ampi. Si concentrò sulla sua convinzione religiosa dell'unità e della cooperazione cristiana, che fu precursore del Movimento Ecumenico. In quanto tale fu il fondatore dei Co-operative Educational Tours nel 1893 e organizzò incontri di leader ecclesiastici prevalentemente inglesi alle annuali Grindelwald Reunion Conferences, tra il 1892 e il 1896. Nel 1902 organizzò i suoi primi tour inclusivi ad Adelboden e Wengen, Svizzera che avviò la tendenza per i visitatori britannici a combinare un ritiro religioso/sanitario con gli sport invernali. Molte chiese anglicane furono istituite in località invernali alla moda.
Nel 1905 fondò il Club sportivo alpino delle scuole pubbliche che si assicurò l'uso di grandi alberghi e del sanatorio di Le Beauregard. Con Lord Bryce fondò l'Hellenic Travellers Club nel 1906 e questo successo portò la sua seconda società, Alpine Sports Limited, fondata due anni dopo, ad aprire molte stazioni di sport invernali organizzando tour.
Nel 1908 convocò una riunione al Devonshire Club per fondare l'Alpine Ski Club, un club per gentiluomini scialpinisti.
Era un aperto oppositore della guerra boera, ma rimase nelle confidenze dei principali politici. Divenne Knight Bachelor nel 1910 e fu attivo nella politica liberale, stringendo una forte amicizia con Asquith. Si presentò due volte per il Parlamento nel 1910 per Boston e nel 1923 per Brighton, ma non ebbe successo. Nel 1924 fu il primo editore di "The Review of The English Churches". La prima edizione fu pubblicata nel gennaio di quell'anno e includeva un articolo sul controllo delle nascite e il proibizionismo negli Stati Uniti. Contribuì a formare la Irish Protestant Home Rule Association. Sebbene continuasse a viaggiare e promuovere la sua visione dell'unione delle chiese con la Società delle Nazioni, la sua compagnia, ribattezzata Sir Henry Lunn Travel, crebbe fino a diventare uno dei più grandi agenti di viaggio in Gran Bretagna. Negli anni '60 l'azienda fu fusa con la Polytechnic Touring Association per formare Lunn Poly.
Ha scritto due opere autobiografiche: Chapters from My Life (1918) e Nearing Harbor (1934). Morì all'Ospedale di St John and St Elizabeth a St John's Wood.

## Libri
- A Friend of Missions in India (1890)
- Cycling Tours, 1898-9 (Ed., con C.F.S. Perowne, 1898)
- Municipal Studies and International Friendship (1906)
- Municipal Lessons from Southern Germany (1908)
- Retreats for the Soul (1913)
- The Love of Jesus: A Manual of Prayer, Meditation and Preparation for Holy Communion (1914)
- Chapters from My Life: With Special Reference to Reunion (1918)
- Retreats for the Soul (1918)
- Round the World with a Dictaphone: a record of men and movements in 1926 (1927)
- AEgean civilizations (Ed., with Hellenic Travellers' Club, 1927)
- A free church impression (1931)
- The Secret of the Saints: Studies in Prayer, Meditation and Self-Discipline (1933)
- Nearing Harbour: The Log of Sir Henry S. Lunn (1934)